# العلاقات الأسترالية السيشلية
العلاقات الأسترالية السيشلية هي العلاقات الثنائية التي تجمع بين أستراليا وسيشل.

## مقارنة بين البلدين
هذه مقارنة عامة ومرجعية للدولتين:
| وجه المقارنة                                              | أستراليا                                   | سيشل                                                |
| --------------------------------------------------------- | ------------------------------------------ | --------------------------------------------------- |
| المساحة (كم2)                                             | 7.69 مليون                                 | 459                                                 |
| عدد السكان (نسمة)                                         | 24.51 مليون                                | 95.84 ألف                                           |
| الكثافة السكانية (ن./كم²)                                 | 3.19                                       | 20.88 ألف                                           |
| العاصمة                                                   | كانبرا، ملبورن                             | فيكتوريا                                            |
| اللغة الرسمية                                             | لغة إنجليزية                               | لغة فرنسية، لغة إنجليزية، اللغة الكريولية السيشيلية |
| العملة                                                    | دولار أسترالي، جنيه إسترليني، جنيه أسترالي | روبية سيشلية                                        |
| الناتج المحلي الإجمالي (بليون دولار)                      | 1.32 تريليون                               | 1.49 مليار                                          |
| الناتج المحلي الإجمالي (تعادل القوة الشرائية) بليون دولار | 1.10 تريليون                               | 2.54 مليار                                          |
| الناتج المحلي الإجمالي الاسمي للفرد دولار أمريكي          | 56.31 ألف                                  | 15.48 ألف                                           |
| الناتج المحلي الإجمالي للفرد دولار أمريكي                 | 45.92 ألف                                  | 26.42 ألف                                           |
| مؤشر التنمية البشرية                                      | 0.939                                      | 0.772                                               |
| رمز المكالمات الدولي                                      | +61                                        | +248                                                |
| رمز الإنترنت                                              | .au                                        | .sc                                                 |
| المنطقة الزمنية                                           |                                            | ت ع م+04:00                                         |

## منظمات دولية مشتركة
يشترك البلدان في عضوية مجموعة من المنظمات الدولية، منها:
| علم المنظمة | اسم المنظمة                               | تاريخ انضمام أستراليا | تاريخ انضمام سيشل |
| ----------- | ----------------------------------------- | --------------------- | ----------------- |
|             | الاتحاد البريدي العالمي                   | ?                     | ?                 |
|             | يونسكو                                    | 4 نوفمبر 1946         | 18 أكتوبر 1976    |
|             | البنك الدولي للإنشاء والتعمير             | 5 أغسطس 1947          | 29 سبتمبر 1980    |
|             | وكالة ضمان الاستثمار متعدد الأطراف        | 10 فبراير 1999        | 15 سبتمبر 1992    |
|             | دول الكومنولث                             | ?                     | 1976              |
|             | الاتحاد الدولي للاتصالات                  | 27 مايو 1878          | 17 سبتمبر 1999    |
|             | منظمة الشرطة الجنائية الدولية             | ?                     | 1 سبتمبر 1977     |
|             | مؤسسة التمويل الدولية                     | 20 يوليو 1956         | 11 يونيو 1981     |
|             | الأمم المتحدة                             | 1 نوفمبر 1945         | 21 سبتمبر 1976    |
|             | الفريق المعني برصد الأرض                  | ?                     | ?                 |
|             | منظمة حظر الأسلحة الكيميائية              | ?                     | 29 أبريل 1997     |
|             | المركز الدولي لتسوية المنازعات الاستشارية | 1 يونيو 1991          | 19 أبريل 1978     |

## وصلات خارجية
- موقع وزارة الخارجية الأسترالية